# IC 2793
IC 2793 ist ein optisches Galaxienpaar vom Hubble-Typ S im Sternbild Löwe auf der Ekliptik.
Das Objekt wurde am 27. März 1906 von dem deutschen Astronomen Max Wolf entdeckt.